# Киров принимает парад физкультурников
«Киров принимает парад физкультурников» — первая «большая» картина в творчестве заслуженного деятеля искусств РСФСР Александра Николаевича Самохвалова (1894—1971), написанная им в 1935 году. Находится в собрании Государственного Русского музея.

## Описание
После убийства С. М. Кирова в живописи и скульптуре появилось множество посвящённых ему произведений. В 1935 году А. Н. Самохвалов пишет «Портрет С. М. Кирова», картину «Киров на стройке», а затем первую в своём творчестве картину-панно «Киров принимает парад физкультурников». В СССР парады физкультурников с 1931 года стали проводиться ежегодно, сначала в Москве и Ленинграде, а затем и других городах. С 1936 года в Москве начали проводиться Всесоюзные физкультурные парады. В них участвовали физкультурники всех союзных республик.
Как отмечает Т. Чудиновская, художник давно мечтал и готовился к работе над многофигурной монументальной композицией, размышлял о её фресковом решении. Увлечённый идеей фресковости, А. Н. Самохвалов занимался колористическими экспериментами, добиваясь, чтобы цвет звучал декоративно и вместе с тем естественно.
Сам А. Н. Самохвалов так вспоминал об этих подготовительных поисках:

«Мною овладели мысли о строе этой будущей картины, я сделал несколько эскизов и, отыскивая цветовое содержание, написал два натюрморта, цветовое содержание которых было адекватно тому, каким представлялось мне оно у будущей картины. Остановился на первом натюрморте — с танагрой. Он теперь в Государственном Русском музее. В элементах выражен поиск фрескового решения. Оба натюрморта экспонировались на нашей ленинградской выставке. Я на основе строя этого натюрморта приступил к картине.»

В итоге художник остановился на классической торжественной тёплой гамме. Первый вариант композиции А. Н. Самохваловым строился как бы параллельно трибуне на Дворцовой площади в Ленинграде, откуда участников парада приветствовал С. М. Киров. Физкультурники шли вдоль трибуны влево строем. У передних знамёна. Группа молодежи бросает цветы С. М. Кирову. Потом художник изменил композицию. Трибуна отошла в сторону, в перспективном развороте. Перед нею возникла группа девушек, передающих огромный букет цветов Кирову. Прямо на зрителя движется строй молодых физкультурников. Идущие впереди девушки устремляются к трибуне, чтобы приветствовать Кирова. В глубине на заднем плане здание, украшенное лозунгами и портретом Ленина. Оранжево-красный и белый цвет спортивной формы и загорелых тел молодых физкультурников наполняют оптимистическим звучанием композицию картины.

## Критика
По мнению Т. Чудиновской, в замысле картины и в её воплощении отразились важные тенденции советского искусства 1930-х годов к усилению монументальности, к поискам типичного образа современника — героя-романтика, сильного и красивого нравственно и физически. Творчество А. Н. Самохвалова 1930-х годов всецело посвящено утверждению в искусстве образа молодого современника.
Физкультура и спорт в 1930-е годы становятся актуальной темой советского искусства и А. Н. Самохвалов здесь был одним из признанных лидеров. По признанию художника, физкультура была для него «радостью бытия, той радостью, которая накапливала потенциал преодоления трудностей в борьбе за построение новой жизни». «Я любил физкультуру именно как культуру здорового человека, жизнелюбивого и жизнерадостного».
В период работы над картиной мастерскую А. Н. Самохвалова посетил П. М. Керженцев, возглавлявший Комитет по делам искусств. По словам художника, гость остался доволен работой. Этот визит был важен для А. Н. Самохвалова в том отношении, что ему было поручено огромное панно размером шесть на шесть метров на тему советской физкультуры для заключительного зала советского павильона на Всемирной выставке в Париже в 1937 году. Перед отправкой в Париж панно экспонировалось в Москве. На парижской выставке панно А. Н. Самохвалова «Советская физкультура» было отмечено высшей наградой Гран-при.